# Коорбітальна орбіта
Коорбітальна орбіта — тип орбіт двох чи більшої кількості астрономічних об'єктів (зокрема астероїди, супутники чи планети), коли їхній орбітальний резонанс становить 1:1 щодо материнського тіла (наприклад, зорі). Тобто обидва тіла мають однаковий час обертання навколо третього тіла. Співобертальні тіла є окремим випадком задачі трьох тіл.
Виділяють декілька підтипів коорбітальних орбіт залежно від точок лібрації (точки Лагранжа). Найбільш відомі та найчастішими є коорбітальні орбіти навколо троянських точок Лагранжа (L4 та L5), які розташовані за 60° попереду та позаду більшого з тіл, що обертаються. Рідше трапляються орбіти навколо колінеарних точок.